# Strängstall

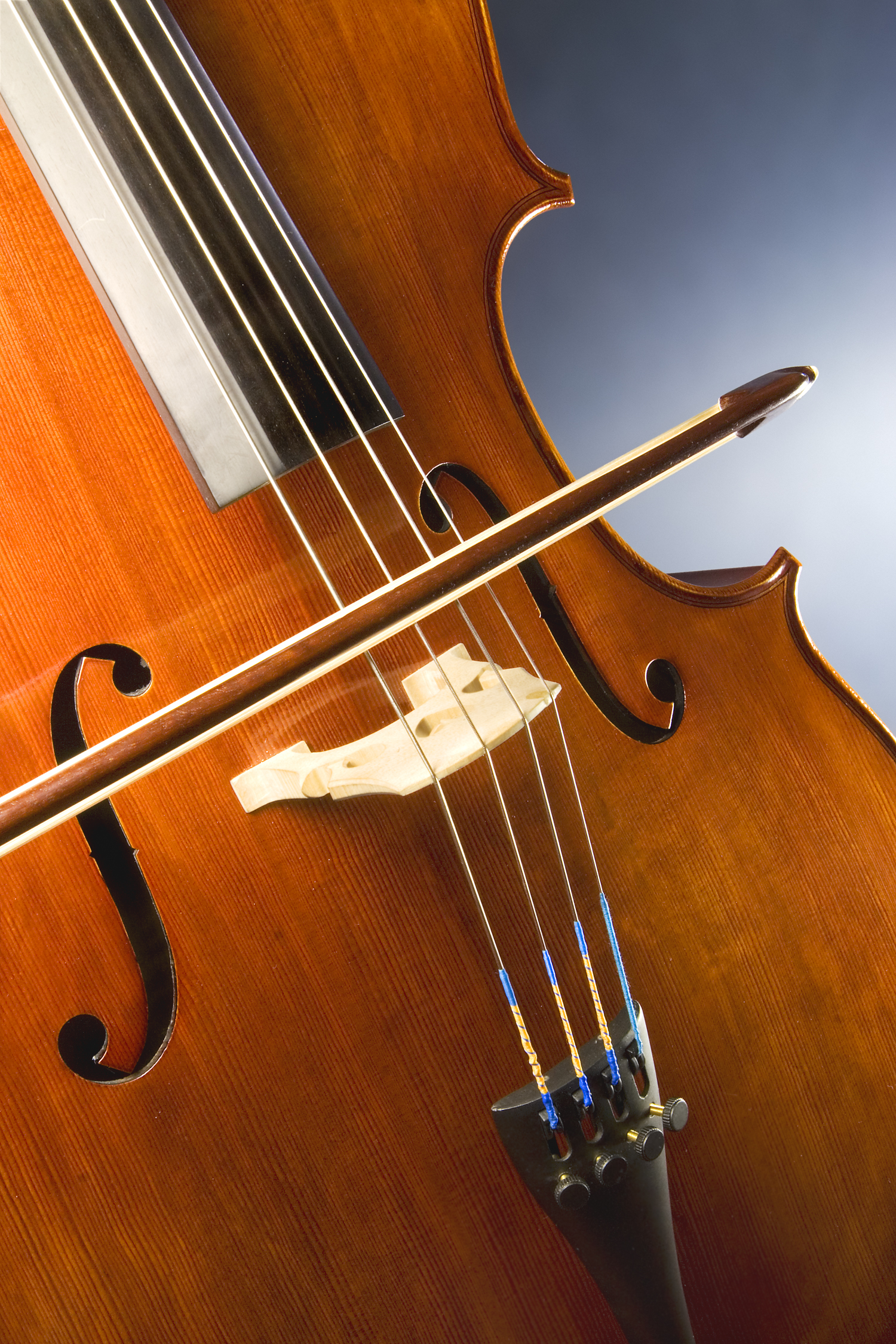
Stränginfästningen på en cello. Strängarna är fästa i ändstycket och hålls upp av stallet.

Ett stall är en anordning på ett stränginstrument som dels lyfter upp strängarna från instrumentets hals och kropp och dels överför strängarnas vibration till klanglådan. Den senare funktionen är av mindre betydelse på elektriskt förstärkta instrument som elgitarrer och elfioler. Hos stråkinstrument är stallet vanligen av trä och hålls på plats av trycket från strängarna. På instrument av gitarrtyp och liknande utgörs stallet av en enkel metallremsa som sitter fast på resonanslådan.

## Förklaring
Ett stränginstrument fungerar genom att man på ett eller annat sätt får en sträng att vibrera. Det kan göras genom att man knäpper på strängen med fingrarna som på en gitarr, gnider dem med en stråke som på en fiol eller slår på dem med en liten hammare som i ett piano. Strängarna själva producerar emellertid nästan inget ljud alls, eftersom de är så smala att de bara kan flytta omkring en väldigt liten mängd luft, och det är förflyttningar av (vågor) luft som vi uppfattar som ljud. Ju mer luft som flyttas, desto mer ljud. Strängens vibrationer måste därför överföras till något som har en större yta och därför kan flytta omkring mer luft när det vibrerar. Stränginstrument är därför utrustade med någon form av klanglåda som dels har en lite större yta, dels kan förstärka ljudet i ett hålrum. Oftast utgörs klanglådan av instrumentets egen kropp. Klanglådan kan vara av trä (gitarr, fiol), skinn (banjo), metall (vissa gitarrer) eller i stort sett vilket material som helst som har förmågan att svänga i takt med strängen.
Svängningarna från strängen måste överföras till klanglådan på ett sådant sätt att de inte förvanskas och så att strängens vibrationer inte hindras. Det vanliga sättet att åstadkomma detta är med ett stall.

## Placering och konstruktion

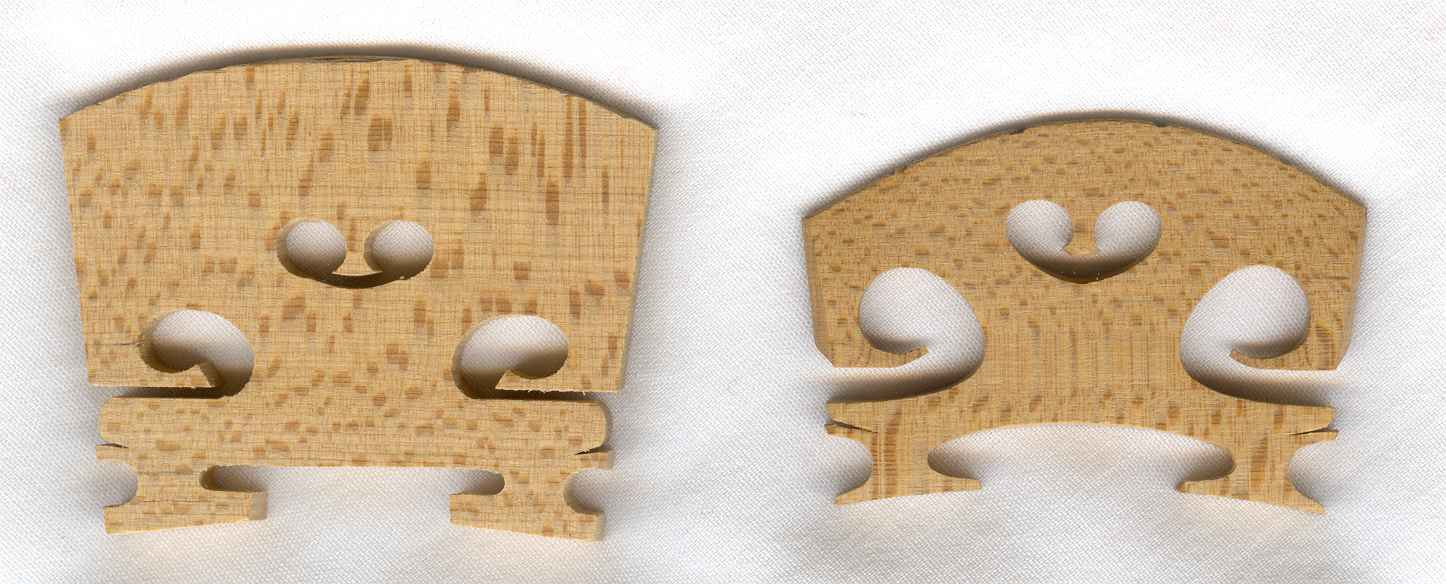
Ett stallämne och ett färdigarbetat stall för en fiol

Stallet placeras mellan en spänd sträng och klanglådan på ett sådant sätt att strängen spänns över stallet och pressar stallet mot klanglådan. Oftast används ett gemensamt stall för alla strängarna. Ibland har stallet individuella sadlar som strängen vilar i och som dessutom ibland kan justeras för att ge perfekt stränglängd. Sadeln är ofta konstruerad av ett hårdare material än stallet. Stallet kan vara konstruerat av trä, ben eller metall och kan vara justerbart i höjdled för att ge rätt stränghöjd över en gitarrhals eller mandolinhals.
Strängen fästs i någon form av ändstycke eller annan fästpunkt efter att den passerat stallet.

## Funktion

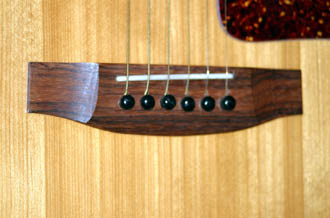
Detta stall på en akustisk gitarr utgör både stall och fästpunkt för strängarna

Stallet har flera viktiga funktioner av vilka några redan berörts:
- Det överför vibrationer från en sträng till klanglådan
- Det håller strängarna på lämplig höjd över greppbrädan. Detta kan vara justerbart på vissa stall
- Det håller isär strängarna på lämpliga avstånd från varandra. Översadeln har motsvarande funktion i strängens andra ände
- Den definierar strängens ena ändpunkt. Den andra ändpunkten utgörs endera av översadeln eller kontakten mellan sträng och band om strängen trycks mot greppbrädan. Även om strängarna fortsätter förbi såväl översadel som stall är det mellan översadeln och stallet som strängen producerar ljud, och avståndet mellan dessa avgör vilken ton som produceras. Vissa stall tillåter finjustering av denna kontaktpunkt.

## Stall på elgitarrer
Elgitarrer behöver inte överföra strängens vibration till en klanglåda eftersom ljudet produceras via en pickup, men har kvar alla andra funktioner för ett stall.

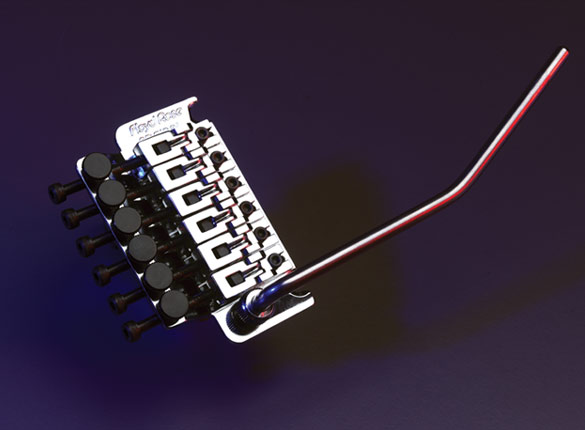
Floyd rose original svajstall

Stallen för elektriska gitarrer kan delas i två grupper: fasta stall och svajstall.
- Fasta stall fungerar som ett vanligt stall men betydelsen av överföring av vibrationer till kroppen är starkt begränsad.
- Svajstall tillåter att den som spelar kan förändra en strängs spänning med hjälp av en svajarm. Detta får till effekt att tonen sjunker (om spänningen minskar) eller stiger (om spänningen ökar).

Vilken typ av stall som är bäst går inte att säga, men generellt sett sägs fasta stall ge bättre stämstabilitet än svajstall. Vilken typ man föredrar är framförallt en fråga om personlig preferens och spelstil.
Grundfunktionen för ett svajstall är att öka eller minska spänningen i strängarna så att tonen höjs (mer spänning) eller sänks (mindre spänning). I stort sett finns det två olika grundkonstruktioner som kan åstadkomma detta:
- En modell där strängen ligger spänd över en stång. Med svajarmen kan man öka eller minska strängens spänning över stången så att strängen blir mer eller mindre spänd. Så fungerar till exempel de Tremarstall som används av Hagström.
- En modell där stallet sitter fäst på en platta som med svajstången kan vinklas mer eller mindre mot gitarrkroppen. Vinklas plattan ned mot gitarrkroppen slakar strängarna och tonen sänks. Vinklas plattan upp från kroppen spänns strängarna vilket ger en högre ton. Plattan hålls ned mot kroppen av fjädrar som ligger inuti kroppen och motverkar strängarnas dragkraft. Ett problem med svajstall är att strängarna kan nypa i översadelns spår när svajet slackar eller spänner strängarna och kan göra att gitarren inte håller stämningen. Man kan motverka detta genom att smörja strängspåren i översadeln med lite grafit, till exempel från en blyertspenna eller specialmedel, typ Nut Sauce. Om strängarna nyper kan det också hjälpa att fila upp spåren en aning.

Svaj av typ Floyd Rose löser problemet med en låsbar översadel som klämmer fast alla strängarna "i linje".  En finess med detta är att intervallen i ackord stämmer när man svajar ner eller upp. Som när Eddie Van Halen gör sina dive bombs där hela ackordet sjunker en oktav eller så.
Några exempel på svajstall utan låsning är "Synchronized Tremolo" på Fender Stratocaster och Bigsby vibrato stall. Exempel på stall med låsning är Floyd Rose.
Effekten av svaj på en elektrisk gitarr (fil)